# Pariamarca
Pariamarca es una localidad peruana ubicada en la región Cajamarca, provincia de Cajamarca, distrito de Cajamarca. Se encuentra a una altitud de  m s. n. m. Tiene una población de  habitantes en 1993.
El pueblo de Pariamarca fue declarado monumento histórico del Perú el 30 de diciembre de 1986 mediante el R.M. N° 796-86-11.

## Clima
| Parámetros climáticos promedio de Pariamarca | Parámetros climáticos promedio de Pariamarca | Parámetros climáticos promedio de Pariamarca | Parámetros climáticos promedio de Pariamarca | Parámetros climáticos promedio de Pariamarca | Parámetros climáticos promedio de Pariamarca | Parámetros climáticos promedio de Pariamarca | Parámetros climáticos promedio de Pariamarca | Parámetros climáticos promedio de Pariamarca | Parámetros climáticos promedio de Pariamarca | Parámetros climáticos promedio de Pariamarca | Parámetros climáticos promedio de Pariamarca | Parámetros climáticos promedio de Pariamarca | Parámetros climáticos promedio de Pariamarca |
| Mes                                          | Ene.                                         | Feb.                                         | Mar.                                         | Abr.                                         | May.                                         | Jun.                                         | Jul.                                         | Ago.                                         | Sep.                                         | Oct.                                         | Nov.                                         | Dic.                                         | Anual                                        |
| -------------------------------------------- | -------------------------------------------- | -------------------------------------------- | -------------------------------------------- | -------------------------------------------- | -------------------------------------------- | -------------------------------------------- | -------------------------------------------- | -------------------------------------------- | -------------------------------------------- | -------------------------------------------- | -------------------------------------------- | -------------------------------------------- | -------------------------------------------- |
| Fuente: Accuweather                          |                                              |                                              |                                              |                                              |                                              |                                              |                                              |                                              |                                              |                                              |                                              |                                              |                                              |